# Юлий Цереал
Юлий Цереал (лат. Iulius Cerealis) — римский поэт конца I века — начала II века.
Известно, что Юлий Цереал был современником писателя Плиния Младшего и поэта Марциала, с которыми он находился в дружественных отношениях. Цереал был автором поэмы о войне гигантов, которая, по всей видимости, до наших времен не дошла.